# Saeed Abad al-Thamali
Saeed Abad al-Thamali (* 20. Juni 1985) ist ein saudischer Hindernis- und Langstreckenläufer.

## Sportliche Laufbahn
Erste internationale Erfahrungen sammelte Saeed Abad al-Thamali im Jahr 2013, als er bei den Islamic Solidarity Games in Palembang in 8:56,27 min den sechsten Platz im Hindernislauf belegte. Zwei Jahre später erreichte er bei den Arabischen Meisterschaften in Manama in 8:59,90 min Rang neun und 2017 gewann er bei den Asienmeisterschaften in Bhubaneswar in 8:52,64 min die Bronzemedaille hinter dem Iraner Hossein Keyhani und Yaser Salem Bagharab aus Katar. Seit 2019 konzentriert er sich auf den Straßenlauf.

## Persönliche Bestzeiten
- 3000 m Hindernis: 8:32,63 min, 7. Juli 2012 in Bottrop
- Halbmarathon: 1:04:18 h, 27. Oktober 2019 in Valencia
- Marathon: 2:34:44 h, 26. Januar 2020 in Marrakesch